# شيب فايل
شيب فايل هو صيغة شعاع بشكل رقمي بهدف تخزين الموقع الجغرافي وربطها بمعلومات. هذه الصيغة تقلل حجم تخزبن المعلومات الطبوغرافية.شيب فايل استخدم وصنع اولا في برنامج Arcview GIS ويستخدم أيضا في برنامج Arc Info ،Arcgis ويستخدم أيضا بشكل واسع في برامج ال GIS
شيب فايل فعال جدا لانه يخزن المعلومات الجغرافبة الأولبة للنقاط والخطوط والمضلعات.
هذه العناصر كلها في الواقع غير مفيدة إذا لم تقرن بمعلومات خاصة تمثل هذه العناصر. لذلك فان كل سطر بالجدول مرتبط بعنصر في الشيب فايل. الاشكال مثل (نقاط خطوط مضلعات) مع بعضها يمكن ان تمثل معطيات جغرافية. وهذا التمثيل الجغرافي يعطينا إمكانية إجراء حسابات دقيقة وفعالة.

## مكونات الملف
بينما ال شيب فايل يجب أن يعتبر ككل، فان الشيب فايل هو فعليا مجموعة من الملفات.ثلاثة ملفات منفصلة منتدبة وهي تخزن المعلومات النواة.وهناك أيضا ثمانية ملفات اضافية منفصلة حيث تخزن بشكل رئيسي المعلومات الملحقة لتحسين الأداء.كل من الملفات المنفصلة يجب أن يعزز إلى الاتفاقية المسماة MS DOS 8.3 (8 مواصفات في بداية اسم الملف، الإيقاف الكامل،3 مواصفات لنهاية اسم الملف مثلا شيب فايل.shp)كل ملفات المجموعة يجب أن توضع في نفس المجلد
الملفات المنتدبة:
- shp. الملف الذي يخزن الهيئة الجغرافية
- shx. الملف الذي بخزن ملحق الهيئة الجغرافية
- dbf. الملف الذي يخزن المعلومات المرمزة للعناصر

ملفات اضافية:
- sbn. and sbx. يخزن الملحق المكاني للعناصر
- fbn. ans fbx. يخزن الملحق المكاني لعناصر ال شيب فايل والتي هي للقراءة فقط
- ain and.aih. يخزن الملحق المرمز للحقول الفعالة في جدول أو جدول الترميز للطبقة
- prj. الملف الذي يخزن معلومات نظام الاحداثيات
- shp.xml. وصف الشيب فايل
- atx. الملحق المرمز لملف الdbf.في شكل ال <شيب فايل>، <columnname> ،ati.)ArcGIS 8 and later

## الملفات ذات الصيغة.sbn
عبارة عن جزء من فهرس.ArcView
وفي حال كان هذا الملف قديماً فلن يتم عرض شيب فايل بشكل صحيح. سيتم عرضه كما ولو أنه تم حذف العديد من خصائصه.
لإعادة بناء الفهرس في ArcView، قم باتباع الخطوات التالية:
- قم باستعراض الجدول
- قم باختيار حقل Shape
- من القائمة Field قم باختيار Remove Index
- من القائمة Field قم باختيار Create Index